# Лейн, Анита
Анита Луиз Лейн (англ. Anita Louise Lane, 18 марта 1960 – 27 апреля 2021) – австралийская певица и автор песен, известная многолетним сотрудничеством с Ником Кейвом и выпустившая два сольных альбома.

## Биография
Лейн изучала искусство в колледже, когда в 1977 году познакомилась с музыкантом Ником Кейвом, с которым у неё завязался роман. Группа Кейва The Boys Next Door в 1980 году переименовалась в The Birthday Party и переехала в Лондон, и Лейн переехала вместе с ним. Лейн сочиняла стихи, первой вышедшей песней The Birthday Party с её текстом стала «A Dead Song» (альбом Prayers on Fire, 1981 год). Для альбома ‘’Junkyard’’ (1982), ставшего для группы последним, Кейв и Лейн по методу «изысканного трупа» написали тексты «Dead Joe» и «Kiss Me Black». В 1983 году их отношения закончились, но Лейн продолжила сотрудничать с новой группой Кейва Nick Cave and the Bad Seeds. Она стала соавтором песен «From Her to Eternity» c одноимённого дебютного альбома (1984) и «Stranger Than Kindness» с Your Funeral… My Trial (1986). Обе песни относят к числу важнейших в раннем творчестве Nick Cave and the Bad Seeds, а «Stranger Than Kindness» Кейв называл своей любимой.
В 1988 году на лейбле Mute Records вышел дебютный мини-альбом Лейн Dirty Sings с тремя собственными песнями Лейн и кавер-версией песни Sister Sledge «Lost in Music». Об этой записи она рассказывала: «Я хотела говорить с другими девушками. Я, что ли, хотела воспеть чувство незащищённости, а не ощущение уверенности в себе и успеха. <…> Я чувствовала, что скоро умру, и хотела оставить что-то после себя, предсмертную записку, наверное». В записи участвовали Кейв и его партнёры по The Birthday Party и The Bad Seeds Барри Адамсон и Мик Харви; последний спродюсировал мини-альбом. В 1993 году вышел дебютный полноформатный альбом Лейн Dirty Pearl, в который она включила песни с Dirty Sings, песни, записанные для альбомов других исполнителей («Blume» выходила в Tabula Rasa Einstürzende Neubauten, а «Subterranean World (How Long…?)» – в альбоме Head On Die Haut), и новые работы. В этот раз Харви продюсировал альбом и играл почти на всех инструментах.
В середине 1990-х Лейн выпустила мини-альбом Yadi Yadi с немецкой исполнительницей Гудрун Гут и записывала вокал для двух сольных альбомов Харви, Intoxicated Man (1995) и Pink Elephants (1997), на которых он переигрывал песни Сержа Гензбура, и для песен «The Kindness of Strangers» и «Death Is Not the End» в альбоме The Bad Seeds Murder Ballads (1996). После выхода второго, более поп-ориентированного, альбома ‘’Sex O'Clock’’ Лейн закончила музыкальную карьеру и переехала с мужем и детьми в Австралию, где провела остаток жизни.
Первым мужем Лейн в начале 1990-х был Йоханнес Бек, в этом браке родился сын Рафаэль. Во втором браке с Андреа Либонати родились сыновья Лучано и Карлито.
В альбом Nick Cave and the Bad Seeds 2024 года Wild God вошла песня «O Wow O Wow (How Wonderful She Is)», которая посвящена Лейн и в которой звучит записанный на автоответчик голос Лейн.

## Дискография

### Альбомы
- Dirty Pearl (1993, Mute)
- Sex O'Clock (2001, Mute)

### Мини-альбомы
- Dirty Sings (1988, Mute)
- Yadi Yadi (вместе с Гудрун Гут, 1995, Alternation)